# SK Triumf Praha

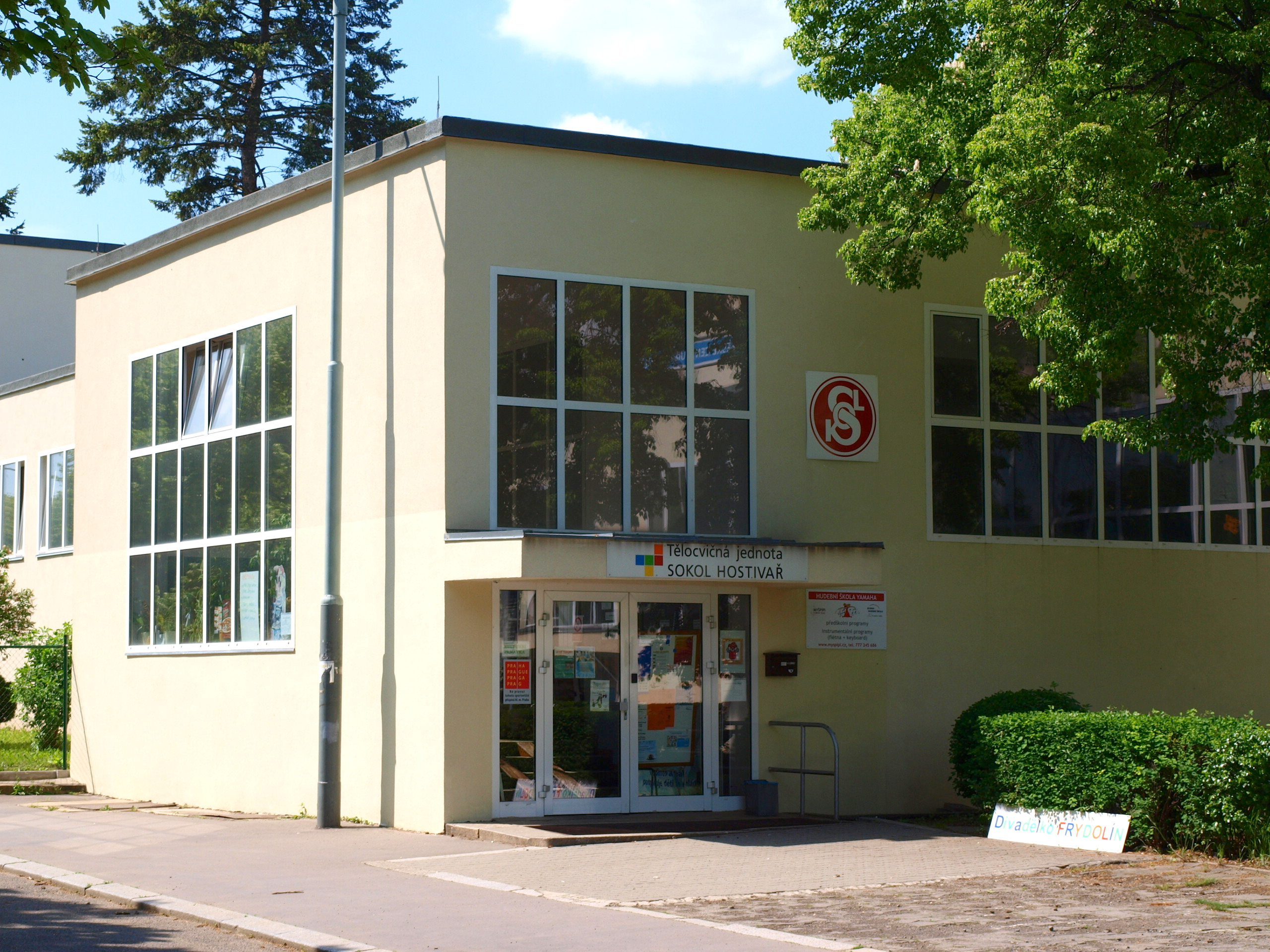
Švehlova sokolovna v Hostivaři

SK Triumf Praha je oddíl moderní gymnastiky, který v roce 1998 založila moderní gymnastka Lenka Hyblerová-Oulehlová. Ta je zároveň předsedkyní a hlavní trenérkou tohoto klubu. Klub má právní formu zapsaného spolku. 
Oddíl sdružuje dívky ve věku od 4 do 18 let. Trénují až 4x týdně ve velké i malé tělocvičně Švehlovy sokolovny v Hostivaři. Od školního roku 2005/06 do tréninkového rozvrhu nově přibyla i baletní průprava. Dále oddíl spolupracuje s dalšími úspěšnými tanečníky, choreografy, gymnastkami a fyzioterapeuty. Malé gymnastky se účastní také oblíbených letních soustředění a nejlepší děvčata se účastní mnoha domácích i mezinárodních závodů.